# Napoli piange e ride
Napoli piange e ride è un film del 1954 diretto da Flavio Calzavara.
Il titolo del film nasce dall'omonimo brano lanciato da Miscel nel 1936 nel film La gondola delle chimere di Augusto Genina, qui reinterpretata da Luciano Tajoli.

## Produzione
Pellicola musicale (i protagonisti Luciano Tajoli e Jula De Palma erano due tra i cantanti italiani più popolari di allora) è ascrivibile al filone dei melodrammi sentimentali, comunemente detto strappalacrime, allora molto in voga tra il pubblico italiano, in seguito ribattezzato neorealismo d'appendice dalla critica.

## Colonna sonora
- Napoli piange e ride, eseguita da Luciano Tajoli
- Odio e amore, eseguita da Luciano Tajoli
- Gelosia, eseguita da Jula de Palma
- Credimi... non è vero, eseguita da Jula de Palma e Luciano Tajoli
- Nun tengo cchiù lacreme, eseguita da Jula de Palma e Luciano Tajoli
- Acque amare, eseguita da Jula de Palma
- Quando dormono gli angeli, eseguita da Jula de Palma
- Chiove, eseguita da Luciano Tajoli
- A tazza 'e cafè
- 'ncoppa all'onna, eseguita da Jula de Palma e Luciano Tajoli
- Sciummo, eseguita da Luciano Tajoli